# Tierrechtsbewegung
Die Tierbefreiungs- oder Tierrechtsbewegung ist eine soziale Bewegung, die sich ihrem Selbstverständnis gemäß für die Befreiung der Tiere aus „Ausbeutungsverhältnissen“ bzw. für Tierrechte einsetzt.

## Theoretische Grundhaltungen
Hauptartikel: Tierrechte
Gemeinsam ist fast allen Aktivisten eine vegetarische und in vielen Fällen eine vegane Ernährungs- und Lebensweise. Ein breiter Konsens besteht darüber hinaus in der Ablehnung des traditionellen Tierschutzes. Während Tierschützer gewöhnlich davon ausgehen, dass der Mensch Tiere in einem gewissen Rahmen benutzen darf, lehnen Tierrechtler diese Ungleichbehandlung zwischen Menschen und anderen Spezies prinzipiell ab, ebenso die Kategorisierung als Nutztier oder Haustier.
Während der romantische Tierschutz ursprünglich aus dem bürgerlichen, konservativen Teil der Bevölkerung stammt, verstehen sich die meisten Tierrechtler als „links“ und „progressiv“. So wird die Bewegung von einigen ihrer Vordenker in einer Reihe mit historischen Befreiungsbewegungen wie der Antisklavereibewegung oder der Emanzipationsbewegung der Frauen verortet. Der Österreichische Verfassungsschutz sieht jedoch keine institutionalisierten Verbindungen zur linksextremen Szene.

## Theoretische Vorläufer und Anfänge der Bewegung

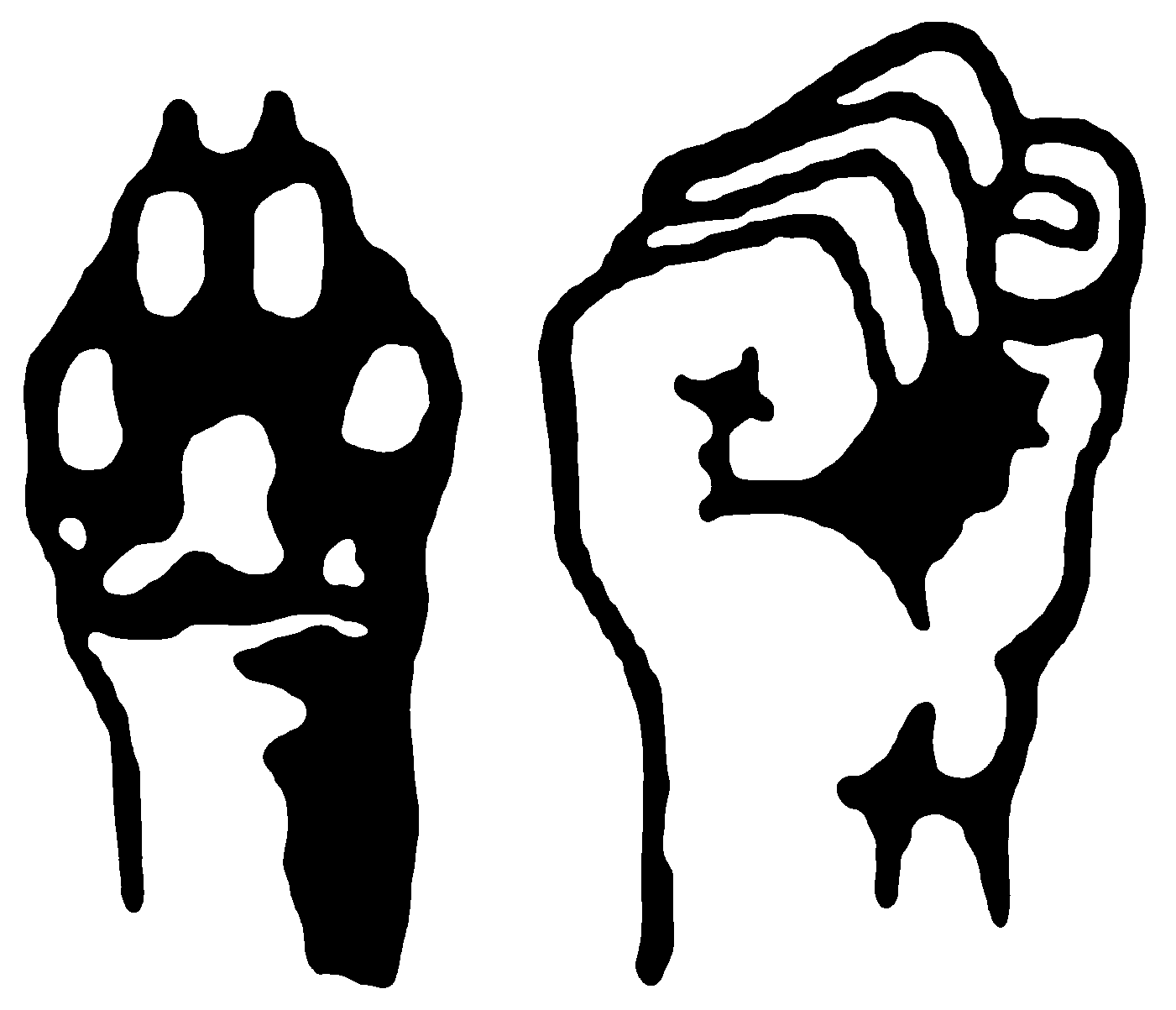
Faust und Pfote als ein Symbol der heutigen Tierbefreiungsbewegung

„Kaum eine andere emanzipatorische Forderung verhallte im Gang der Geschichte immer wieder derart ungehört wie der Ruf nach der Befreiung der Tiere“, so der Autor Matthias Rude. Ihm zufolge handelt es sich um eine „Tradition, die viel weiter zurückreicht als gemeinhin angenommen“. Vorläufer der Tierrechts- und Tierbefreiungsbewegung können nach Rude bereits etwa im Englischen Bürgerkrieg, in der Anti-Sklaverei-Bewegung und in der Französischen Revolution ausgemacht werden.
Anders als in der Öffentlichkeit manchmal wahrgenommen, sind die theoretischen Vorreiter der Tierrechts- und Tierbefreiungsbewegung also nicht erst im letzten Drittel des 20. Jahrhunderts (Peter Singer oder Tom Regan) zu verorten, Vordenker sind vielmehr bereits historische Persönlichkeiten wie der Philosoph Jean-Jacques Rousseau, Kämpfer gegen die Sklaverei wie Benjamin Lay oder Revolutionäre und Revolutionärinnen wie John Oswald (1760–1793), Louise Michel oder Gustav Struve.

### Großbritannien
Im 19. und frühen 20. Jahrhundert existierte schon einmal eine Tierrechtsbewegung; man spricht deshalb auch von einer „ersten“ und einer „zweiten“ Bewegung. Sie war vor allem in England stark. Eine prägende Persönlichkeit dieser Bewegung war Henry Stephens Salt; seiner Humanitarian League gehörten zu Hochzeiten 550 Mitglieder an.
1907 kam es in Großbritannien aufgrund von Protesten gegen Tierversuche zu Straßenunruhen, den sogenannten Old Brown Dog Riots, bei denen „sowohl die Frauen als auch die Arbeiter in den Tierversuchen Symbole ihrer eigenen Unterdrückung fanden.“ Die britische Tierrechtsbewegung war zu Beginn des 20. Jahrhunderts mit der feministischen Bewegung stark überlagert. Auch Medizinstudenten des University College, die ab 1906 gegen die Aufstellung des Vivisektions-Denkmals protestierten, setzten Antivivisektions- und Frauenwahlrechtsbewegung gleich: Sie störten zahlreiche Veranstaltungen letzterer, um gegen erstere vorzugehen. Auch Feministinnen wie Clara Gertrud Wichmann sahen zu Beginn des 20. Jahrhunderts einen inhaltlichen Zusammenhang zwischen Frauen- und Tierrechten.

### Deutschsprachiger Raum
Im deutschsprachigen Raum wurde im Zuge der Entwicklungen in England 1907 von Magnus Schwantje die Gesellschaft zur Förderung des Tierschutzes und verwandter Bestrebungen, 1918 umbenannt in Bund für radikale Ethik, gegründet. Sie wurde nach dem Vorbild von Salts Humanitarian League konzipiert und hatte zu ihren Hochzeiten etwa 850 Mitglieder. Politisch verband sie verschiedene linkspolitische Aktionsfelder mit dem Gedanken des Tierrechts, außerdem existierten enge Verbindungen zur damaligen Friedensbewegung. Im antifaschistischen Widerstand war der durch Leonard Nelson gegründete Internationale Sozialistische Kampfbund eine Organisation, die den Klassenkampf mit dem Tierrechtsgedanken verband.
Die Zeit der beiden Weltkriege markiert einen Bruch in der Entwicklung des Tierrechts- und Tierbefreiungsgedankens. In einem Interview sagt Matthias Rude dazu: „Zwischen den beiden Weltkriegen gab es einen Bruch auch im Bewußtsein, nach dem nicht mehr an die erste Wirkungszeit angeknüpft wurde. Diese Tradition wieder auszugraben und für heutige Diskussionen fruchtbar zu machen, finde ich wichtig. Ich habe viele Argumentationsweisen gefunden, die in den 60er, 70er und 80er Jahren erst mühsam wieder erarbeitet werden mußten, obwohl schon alles einmal gedacht worden war. Darüber ist viel Potential verschenkt worden. Wenn diese Tradition früher fruchtbar gemacht worden wäre, wären wir heute vielleicht schon weiter.“

### Heutige Tierrechtsbewegung
Auch die Anfänge der heutigen Bewegung sind in Großbritannien zu verorten, wo in den 1960er Jahren das erste Mal Bilder von Jagdsabotagen durch die Medien verbreitet wurden. Die vom Konzept der Stadtguerilla der sich radikalisierenden Gegenkultur der Zeit inspirierte Vorgängerorganisation der Animal Liberation Front wird (unter dem Namen Band of Mercy) 1972 gegründet. Auch in den USA wurden nach dem Zweiten Weltkrieg Tierversuche und Massentierhaltung zu Impulsthemen einer erstarkenden Tierrechtsbewegung. In Deutschland entsteht die zweite Bewegung ab den 1980er Jahren, zunächst unter der Selbstbezeichnung „autonomer Tierschutz.“ Der deutsche Name Tierbefreiungsfront findet erstmals im Jahr 1984 Verwendung.
Bisweilen wird von mancher Seite als ursächlich für die Radikalisierung eines Teils der Tierschutzbewegung auch ein Zusammenhang mit der Naturschutzdebatte ausgemacht. So wird ausgeführt, mit der Ausdifferenzierung einer radikaleren Tierrechtsbewegung ergebe sich ein Paradigmenwechsel, der in enger Wechselwirkung zur Fundamentalisierung des ökologischen Konflikts in den späten 1970er Jahren stehe.

## Aktionsformen
Häufig richten sich die Proteste der Tierrechtler gegen bestimmte Formen der Tiernutzung wie die Jagd oder Tierversuche. Es wird versucht, sukzessive auf die Gesetzgebung oder auch das Verhalten von Privatpersonen und Unternehmen einzuwirken. Als Erfolge werden das österreichische Tierschutzgesetz (2005) und die deutsche Grundgesetzänderung (2002) angeführt.
Eine besondere Strategie der Bewegung besteht in der Kampagnenarbeit, in der sich Proteste gezielt über einen längeren Zeitraum gegen die Praktiken einzelner Unternehmen, zum Beispiel den Handel mit Pelzprodukten, richten. Organisationen, die sich gezielter Kampagnenarbeit verschrieben haben, sind die Offensive gegen die Pelzindustrie (OGPI) und Stop Huntingdon Animal Cruelty (SHAC). Als Erfolge werden dabei etwa die Ausstiege verschiedener Unternehmen aus dem Pelzhandel gewertet sowie als Etappensieg auch der Abbruch der Geschäftsbeziehungen zu Huntingdon Life Sciences seitens mehrerer Geldinstitute.
Zentrale Organisationen der Bewegung sind PETA People for the Ethical Treatment of Animals (international), SHAC (Großbritannien und Irland) und der österreichische Verein gegen Tierfabriken (VGT). Die Animal Liberation Front (international) wird teilweise als Fremdbezeichnung dazu gezählt; ihr Begriff als „Organisation“ ist aber umstritten.
Viele Autoren bekennen sich zu offenen Rechtsbrüchen im Rahmen ihrer Aktionen, etwa in Form der Open Rescue. Sie rechtfertigen das Vorgehen damit, dass aus historischer Perspektive viele heute als positiv empfundene Veränderungen so erwirkt wurden; etwa in der amerikanischen Bürgerrechtsbewegung, der indischen Unabhängigkeitsbewegung und der europäischen Umwelt- oder Frauenbewegung. So zählte das BKA in Deutschland 2014 für die vergangenen zehn Jahre mehr als 2000 Straftaten.
Etwas abstrakter argumentieren etwa Balluch und Garner, die politischen Gegner würden anderenfalls Hintergründe und wesentliche Informationen ihres Handelns verdunkeln, mit Geld demokratische Entscheidungsprozesse umgehen, sowie mit Geld die öffentliche Meinung manipulieren. Es gebe viele Erfahrungen, wie das asymmetrische Kräfteverhältnis zwischen zivilgesellschaftlichen Bewegungen und Unternehmen von letzteren undemokratisch ausgenutzt worden sei.
Theoretisch schließen alle in der Tierrechtsbewegung verorteten Autoren Aktionen, die direkte Gefährdung von Menschen oder nicht-menschlichen Tieren beinhalten, aus. Im deutschsprachigen Raum ist kein Fall bekannt, der dieses Prinzip verletzt hätte.

Demonstrationen für Tierrechte
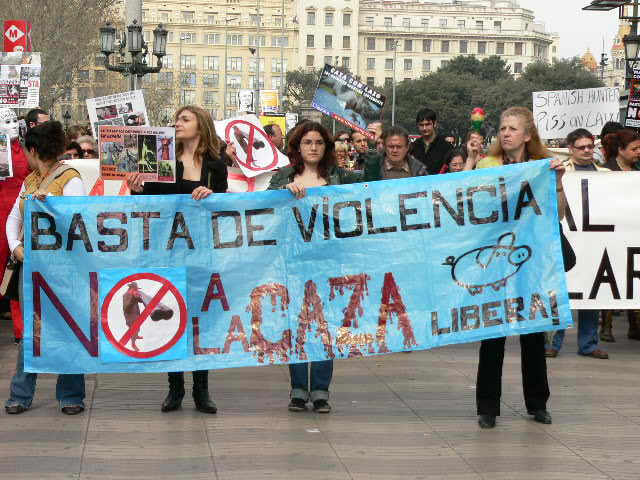
Antijagddemo in Spanien. Auf dem Transparent steht „Es gab genug Gewalt – Nein zur Jagd – Freiheit!“
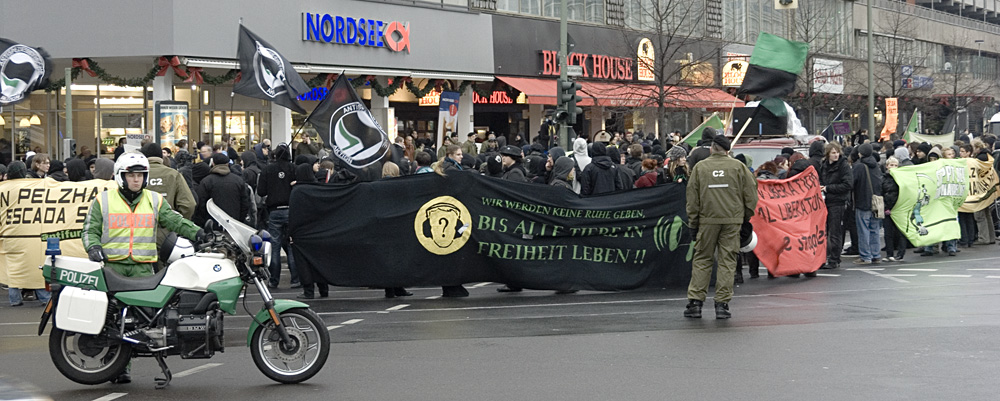
Protestzug in Berlin unter dem Motto „Escada aus dem Pelzhandel kicken“ (November 2008)
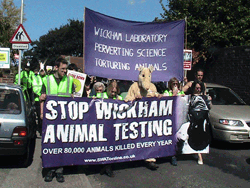
Demonstrationszug gegen Tierversuche in Wickham, Hampshire (September 2007)
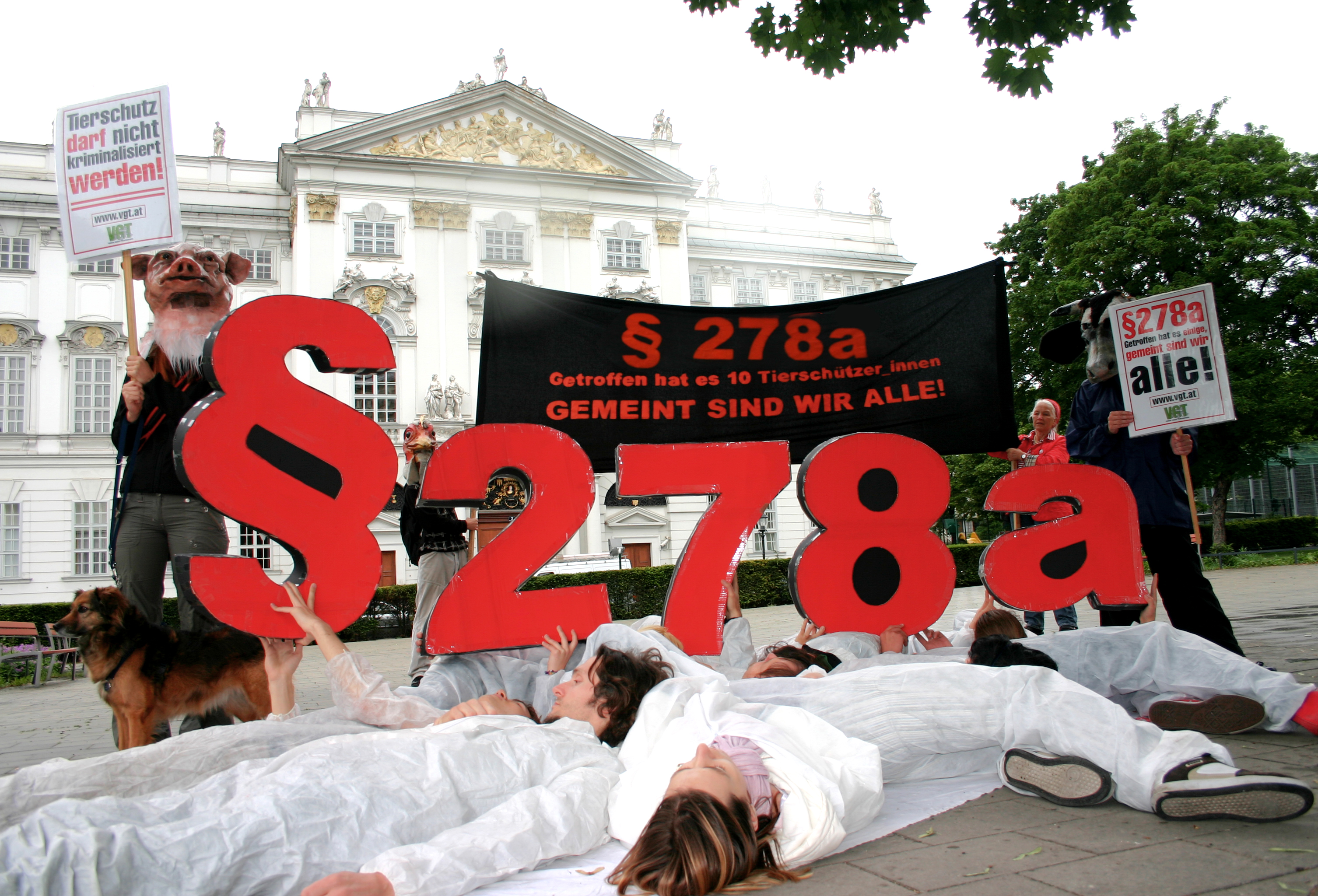
Demonstration des VGT gegen den Wiener Neustädter Tierschützerprozess, (Juni 2009)

Juristische Bewertungen „direkter Aktionen“
Das Oberlandesgericht Naumburg sprach 2018 drei Tierschutzaktivisten von Animal Rights Watch frei, die 2013 in einen Schweinemastbetrieb eingedrungen waren, um zu filmen. Das Gericht hatte „die angeklagten Taten als gerechtfertigt erachtet“ und ausgeführt, „dass der Tierschutz ein dem verletzten Hausrecht übergeordnetes Rechtsgut darstellt“. Das Urteil gilt als wegweisend.
Nach Auffassung von Hans-Georg Kluge, der als Anwalt einen Mandanten vertrat, der in einen Putenmastbetrieb eingedrungen war, hätten Tierschützer oft gar keine andere Möglichkeit als in Ställe einzudringen, wenn sie beweisen wollen, dass es dort Missstände gibt. Das Landgericht Heilbronn, das den Fall 2019 verhandelte, schloss sich dem nicht an. Der Bürger habe „nicht das Recht auf vermeintlich unrechte Zustände zu reagieren, solange der Gesetzgeber, die Mehrheit im Parlament, da keine Abhilfe schafft“. Der Fall wird seitdem beim Verfassungsgerichtshof für das Land Baden-Württemberg verhandelt. Ein Urteil liegt noch nicht vor.
Der Bundesgerichtshof entschied im April 2018, dass Filmmaterial, das heimlich in Hühnerställen aufgenommen wurde, um Missstände zu dokumentieren, von Fernsehsendern gezeigt werden dürfen. Das Informationsinteresse der Öffentlichkeit sei in diesem Falle höher zu bewerten als die Interessen des Unternehmens. Im März 2019 wurde erstmals ein Schweinezüchter wegen „Tierquälerei in der Massentierhaltung“, die Tierschutzaktivisten 2016 aufgedeckt hatten, von einem Gericht zu drei Jahren Haft verurteilt. Das Verfahren gegen die Aktivisten, die heimlich gefilmt hatten, war wegen unerlaubten Zutritts nach Zahlung einer Strafe von 100 Euro eingestellt worden.
Das FBI und das Department of Homeland Security sieht in der Tierrechtsbewegung eine Gefahr für die innere Sicherheit der Vereinigten Staaten, aufgrund von Eco-Terrorism. Die österreichischen Behörden erwähnen die Bewegung im Verfassungsschutzbericht (2009) als „sowohl im legalen Bereich als auch hinsichtlich der strafrechtlich relevanten Delikte“, insbesondere im Themengebiet Pelz, wachsend. In den USA wurde im Jahr 1992 als Reaktion auf Aktivitäten der Tierbefreiungsbewegung das Animal Enterprise Protection Act, ein Gesetz zum Schutz von tiernutzenden Betrieben, erlassen. Im Jahre 2006 wurde dieses Gesetz verschärft und in Animal Enterprise Terrorism Act umbenannt. In den USA wird bezüglich der Anwendung des Terrorismuskonzeptes von Seiten der Tierrechts- und Umweltbewegung vom Green Scare, von der Grünen Angst, in Anlehnung an die Red Scare im Zuge der Kommunistenverfolgung gesprochen Einige Autoren gehen davon aus, dass die Gesetzgebung zur inneren Sicherheit in vielen westlichen Staaten motiviert war, gezielt die Handlungsmöglichkeiten der Tierrechtsbewegung einzuschränken. In der sogenannten „Tierschutzcausa“ gab es in Österreich eine heftige gesellschaftliche Debatte zu der Problematik. Einige Autoren sehen durch die Gesetzgebungen und Exekutive zivilgesellschaftlichen Widerstand allgemein angegriffen.

## Kontroversen innerhalb der Bewegung
Im Hintergrund der Meinungsverschiedenheiten innerhalb der Bewegung steht häufig eine grundsätzlich verschiedene Auffassung darüber, ob sich die Tierrechtsbewegung nur dem Kernthema widmen, oder eine breiter angelegte Gesellschaftskritik transportieren sollte.
Konkrete Streitfragen beziehen sich etwa auf die Zusammenarbeit mit der Religionsgemeinschaft Universelles Leben, die von einer Vielzahl der Aktiven abgelehnt wird oder auf Praktiken der Organisation PeTA, die von Teilen der Bewegung unter anderem wegen des Verwendens des in manchen Spektren der Bewegung gezogenen Holocaust-Vergleichs kritisiert wird, siehe dazu Tier-Holocaust. PeTAs Kampagnen werden darüber hinaus zuweilen als sexistisch kritisiert.
Mittlerweile bildet sich aus einem Teil der Bewegung, der sich als Tierbefreiungsbewegung verstehen möchte, Kritik am Tierrechtsbegriff heraus.
Veganismus und Abolitionismus
Die Diskussion, inwiefern an eine speziesistische Gesellschaft pragmatische Zugeständnisse gemacht werden sollten, fasst man unter dem Begriff der Abolitionismusdebatte zusammen.
Auf der einen Seite wird argumentiert, dass Verbesserungen im Tierschutz und Vegetarismus nicht nur wesentlich leichter erreichbar wären als ein Verständnis für die Argumentation von Tierrechtlern, sondern dass das öffentliche Problembewusstsein gemeinsam mit Tierschutzbestimmungen und der Verfügbarkeit von vegetarischen Produkten wachse. Eine Gesellschaft, in der pflanzliche Fleischersatzprodukte kostengünstig und überall im Handel verfügbar seien und in der ein gewisser Grad an Mitgefühl mit Tieren vorhanden sei, sei überhaupt Voraussetzung, um Diskussionen über Veganismus und Tierrechte sinnvoll führen zu können.
Andere, wie z. B. der US-amerikanische Tierrechtler Gary L. Francione, kritisieren hingegen, dass durch Tierschutz- oder Vegetarismuskampagnen, die nicht auch explizit auf eine vegane Gesellschaft abzielen, die Möglichkeit der Vermittlung eines nicht-speziesistischen Umgangs mit Tieren marginalisiert werde. Das Paradigma der Fremdbestimmung tierischen Lebens durch menschliche Interessen bliebe unberührt oder würde sogar bestärkt. Angebliche Erfolge in der Gesetzgebung hätten zu teilweise besseren Bedingungen in einer grundsätzlich fortbestehenden Ausbeutung von Tieren beigetragen und zu einer stärkeren gesellschaftlichen Akzeptanz derselben. Solche Konzepte, so die Kritik, seien tagesaktuell und populistisch angelegt. Sie lähmten die Bereitschaft der Verantwortlichen, konsequentere Schritte hin zu ernstzunehmenden Bemühen um Tierrechte und Veganismus zu unternehmen.
Daneben wird auch die Meinung vertreten, dass Tierschutz- und Tierrechts-Bewegung sich nicht notwendigerweise ausschließen müssen. Helmut F. Kaplan hält die Abolitionismusdebatte weitgehend für eine Scheindebatte: „Die angemessene Antwort auf die uns umgebende unglaubliche Ausbeutung von leidensfähigen Lebewesen ist nicht Reform oder Abschaffung, sondern Reform und Abschaffung; wir müssten einfach auf allen Ebenen alles uns Mögliche tun, um Leiden zu verringern und Unrecht zu beenden.“
Helmut F. Kaplan weist auf folgende aktuelle und grundsätzliche Handicaps der Tierrechtsbewegung hin:
1. Im Zusammenhang mit der Herstellung von Fleisch und anderen tierlichen Produkten werde mit Begriffen wie „kleinbäuerliche Strukturen“, „bio“, „öko“, „artgerecht“ oder „Respekt“ der tatsächliche Umgang mit Tieren zunehmend verharmlost.
2. Im gleichen Zusammenhang werde der philosophische bzw. politische Tierrechtsbegriff zunehmend mit den einschlägigen juristischen Bestimmungen, also mit Tierschutzgesetzen, verwechselt.
3. Selbst innerhalb der Tierrechtsbewegung gebe es bis jetzt kein Einvernehmen darüber, was unter Tierrechten konkret verstanden werden sollte, sondern lediglich in heterogene theoretische Kontexte eingebettete Umschreibungen oder Rohfassungen des Tierrechtsbegriffs.
4. Die Tierrechtsbewegung habe im Vergleich zu allen anderen sozialen Bewegungen den großen und grundsätzlichen Nachteil, dass die Betroffenen außerstande sind, selbst für ihre Rechte zu kämpfen.